# لتوپالنا
لتوپالنا (به ایتالیایی: Lettopalena) یک کومونه در ایتالیا است که در استان کییتی واقع شده‌است.

## خصوصیات
لتوپالنا ۲۰ کیلومترمربع مساحت و ۴۰۳ نفر جمعیت دارد و ۶۸۰ متر بالاتر از سطح دریا واقع شده‌است.